# Renate Aichinger
Renate Aichinger (* 28. November 1976 in Salzburg) ist eine österreichische Schriftstellerin und Theaterregisseurin.

## Leben
Renate Aichinger studierte Theater-, Film- und Medienwissenschaft an der Universität Wien. Zum Abschluss schreibt sie ihre Diplomarbeit über Robert Musils Lesedrama Die Schwärmer. Bereits während des Studiums arbeitet sie an verschiedenen kleinen Wiener Theatern. Es folgen Engagements als Dramaturgin und Regisseurin an unterschiedliche Theater, darunter Junges Schauspielhaus Zürich, Stadttheater Gießen und Vorarlberger Landestheater. 2009–2016 arbeitet sie an der Jungen Burg Wien, wo sie u. a. mit dem TheaterClub Wiener Brut jährlich ein Stück erarbeitet. Mit der Saison 2016/17 hat sie die Sparte übernommen und zur Offenen Burg ausgebaut.
2012–2016 leitet sie das Bürgertheater am Landestheater Niederösterreich. Ihre Inszenierung von Felix Mitterers Auftragswerk GLANZSTOFF wurde 2015 mit dem NESTROY-Spezialpreis ausgezeichnet.
Aichinger schrieb mehrere Theaterstücke, darunter das Auftragswerk Auf die Plätze, fertig, arbeitslos (2009, ARGEkultur). Zwei ihrer Stücke wurden für den Retzhofer Dramapreis nominiert: WWW.COM (2003) sowie Rosa Rossi sucht das Morgen (2011). 2012 ist ihr Debütbuch WELT.ALL.TAG in der edition laurin erschienen, 2014 wundstill, ihr erster Gedichtband. 2016 folgte endeln #lürix in der Reihe Neue Lyrik aus Österreich, 2021 #flirren.
2013 war sie Stipendiatin in der Villa Decius, Krakau und gewann mit die die Österreichentscheidung beim European Poetical Tournament.  2014 erhielt sie den Förderungspreis des Rauriser Literaturpreises.
2015 war sie Schwazer Stadtschreiberin. Sie erhielt das Jubiläumsfondsstipendium der Literar Mechana sowie das Projektstipendium der Stadt Wien.
Residenzen führten sie u. a. nach Krakau, Venedig, Paliano bei Rom und Triest. Sie ist Versopolis-Poetin (Lviv/Ukraine, Antwerpen/Gent, Bratislava, Belgrad). Übersetzungen einzelner Gedichte von ihr u. a. ins Englische, Ukrainische, Spanische, Niederländische & Slowenische. 2023 wurden Gedichte in der Anthologie Versópolis Nueva Poesía Europea in Mexiko publiziert und ihr Stück #dieteilzeitlosen am Theater Kosmos in Bregenz uraufgeführt.
luisa & der himbärrotglitzermond & HerzMuschelKlappen sind beim Bühnenverlag Weitendorf.
2025 ist sie mit #diegleichgeschalteten beim drama lab 25
Sie ist Mitglied bei GAV, Literatur Vorarlberg und dem Österreichischen Schriftstellerverband.
Aichinger lebt und arbeitet in Wien.

## Theater (Auswahl)
Theater Kosmos Bregenz
- 2023: #dieteilzeitlosen

Kammerspiele Josefstadt Wien
- 2023: Liedtexte Der zerbrochne Krug | Regie: Amélie Niermeyer

Burgtheater, Offene Burg
- 2019: die morgenschwirrenden − TheaterClub Wiener Brut unlimited
- 2018: die dahindämmernden − TheaterClub Wiener Brut unlimited
- 2017: die unverplanten − TheaterClub Wiener Brut unlimited

Bürgertheater am Landestheater Niederösterreich
- 2016: Stadtgeschichten (Auftragswerk von Zdenka Becker, Cornelia Travnicek, Bernhard Moshammer, Michael Ziegelwagner, Moritz Beichl und Renate Aichinger)
- 2015: Glanzstoff (Auftragswerk von Felix Mitterer), ausgezeichnet mit dem NESTROY-Spezialpreis 2015
- 2014: Geschichten aus dem Horváth-Land
- 2013: aufgleisen

Burgtheater, Junge Burg, TheaterClub Wiener Brut
- 2016: Wiener Brut 6.0
- 2014: Wiener Brut 5.0
- 2013: Wiener Brut 4.0
- 2012: Rasender Stillstand
- 2011: Traum.Glück.Los
- 2010: schmähstad

ARGEkultur Salzburg
- 2009: Auf die Plätze, fertig, arbeitslos | Auftragswerk | Text, Regie & Ausstattung

Schauspielhaus Zürich, Junges Schauspielhaus, TheaterClub
- 2009: Homestories
- 2008: Mala-Dinner

Stadttheater Gießen
- 2006: Werther! von Nicolas Stemann, Solo mit Isaak Dentler, im Programm des Schauspiel Frankfurt bis 2017

Vorarlberger Landestheater, Bregenz
- 2009: Himmel sehen von Ann-Christin Focke (ÖE)
- 2007: kopftot von Gerhild Steinbuch (ÖE)
- 2005: Wittgensteins Neffe von Thomas Bernhard, Bühnenfassung für Alois Frank, mehrjährige Tournee

## Auszeichnungen
- 2025 Drama Lab 2025 der Wiener Wortstätten
- 2016 nominiert durch ULNOE zum Internat. Lyrikprojekt VERSOPOLIS 2016
- 2015 Schwazer Stadtschreiberin | NESTROY-Spezialpreis für Glanzstoff von Felix Mitterer
- 2014 Rauriser Förderungspreis [3] | Ten Days – Poetische Orte (Artist in Residence in Gersdorf) | Finale Badener Lyrikbewerb
- 2013 Stipendiatin in der Villa Decius, Krakau | European Poetical Tournament (Österreichsieg)
- 2011 Nominierung Retzhofer Dramapreis | Bezirksschreiberin Alsergrund, Wien, Shortlist
- 2003 Nominierung Retzhofer Dramapreis
- 2002 Europäischer Stückemarkt Texte 3, Luxemburg

## Publikationen
- luisa & der himbärrotglitzermond | Kindertheaterstück ab 3 Jahren | Bühnenverlag Weitendorf
- #flirren edition laurin, Innsbruck University Press, Innsbruck 2021, ISBN 978-3-903539-04-4.
- endeln #lürix | Neue Lyrik aus Österreich, Berger Verlag 2016, ISBN 978-3-85028-735-7.
- wundstill. edition laurin, Innsbruck University Press, Innsbruck 2014, ISBN 978-3-902866-20-2.
- Welt.All.Tag. edition laurin, Innsbruck University Press, Innsbruck 2012, ISBN 978-3-902866-00-4.

Abdrucke in Anthologien (aktuell: poetische Netzwerke, Edition Aramo, Dezember 2015) &
Zeitschriften (Lichtungen, SALZ, Gaismair-Jahrbuch, DUM, Mosaik etc.)